# Мор, Антонис
Антонис Мор (Антонио Моро, Антонис ван Дасхорст Мор, нидерл. Mor van Dashorst, Anthonie; ок. 1519, Утрехт, Нидерланды — 1576, Антверпен) — нидерландский портретист XVI века, работавший при дворах Испании, Италии, Англии.

## Биография
Родился в Утрехте. Учился у живописца Яна ван Скореля (нидерл. Jan van Scorel), нидерландского мастера, известного тем, что он был первым голландским художником, понявшим важность обучения в Италии и попытавшимся познакомить Нидерланды с высоким итальянским Ренессансом. Когда папа Адриан VI Утрехтский, в прошлом — воспитатель императора Карла V в 1524 году был избран на свой пост, Ян ван Скорель отправился с ним в Рим в качестве придворного художника. Предположительно, Мор ездил вместе с ним.
В 1547 году Мор был принят в члены гильдии св. Луки в Антверпене, вскоре после этого он привлек внимание кардинала Николаса Перрено де Гранвеллы, епископа Аррасского, фактического наместника Габсбургов в стране и известного мецената. Он стал его постоянным покровителем и представил императору Карлу. Художник легко вписался в атмосферу двора. Стал часто путешествовать по различным дипломатическим и художественным поручениям (в этом он окажется предшественником Рубенса).
Его посылают в Лиссабон, где он пишет портрет португальской королевы Катарины и её детей. Позже он возвращается в Мадрид и пишет изображения германских родственников правящей династии.

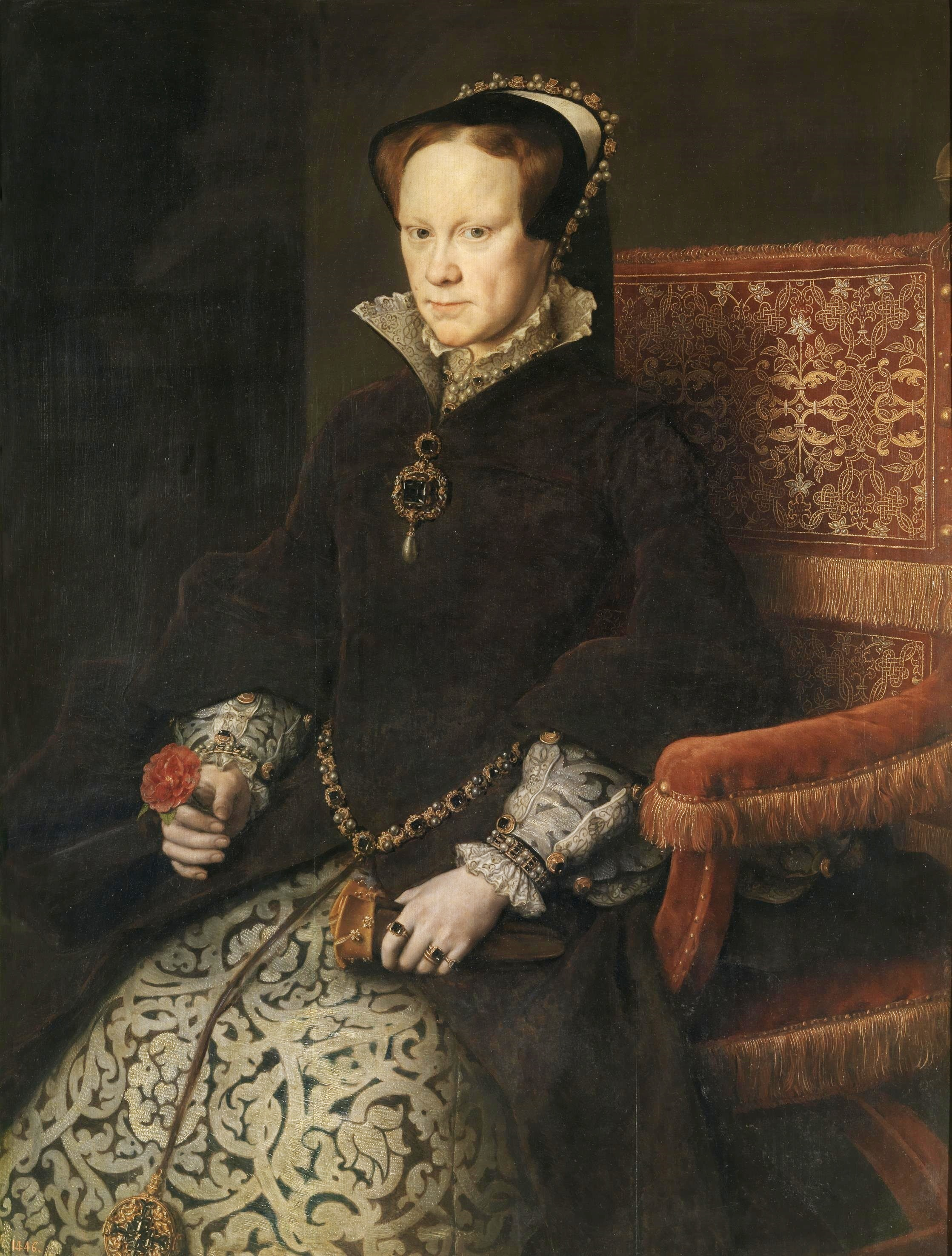
Портрет Марии Кровавой, 1554, Прадо.

### Мор в Англии
В преддверии подготовки свадьбы Филиппа II и Марии Тюдор он отправляется в Англию, увозя с собой портрет жениха в латах, написанный Тицианом. В Лондоне он создает свой шедевр — портрет Марии Кровавой, за который, как предполагают, ему было присуждено рыцарское достоинство.
В английский период Мор создает ещё несколько работ, стиль которых так совершенен, что относительно них часто возникает сомнение в атрибуции, не принадлежат ли они более прославленному Гольбейну, также работавшему в Британии в тот период. Правда, считается, что как колорист Мор не так тонок и ясен.

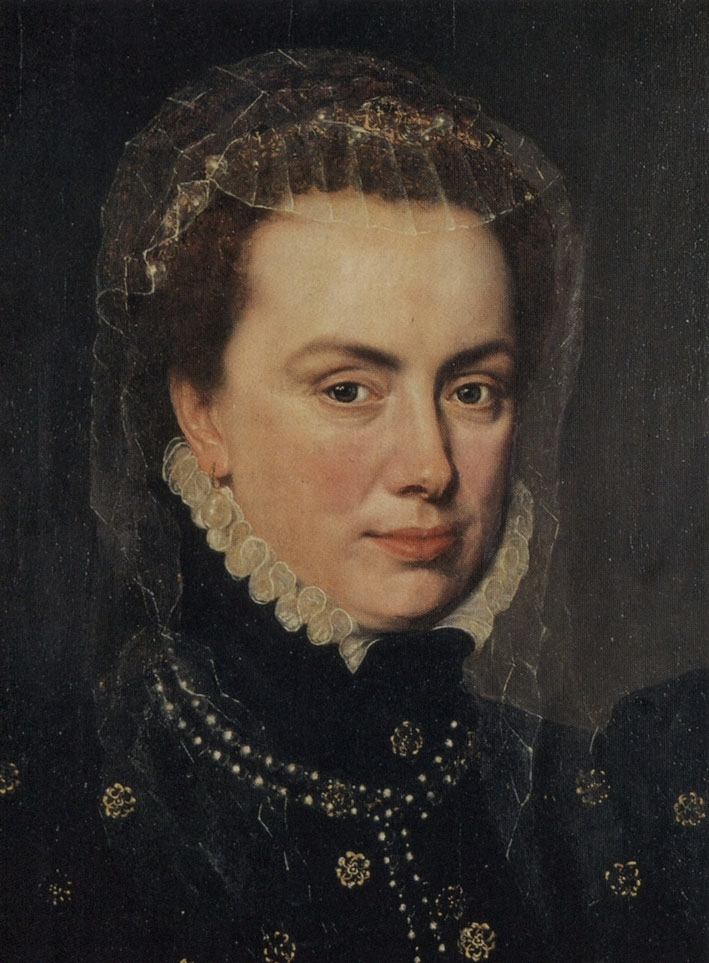
Изображение Маргариты Пармской, деталь

### Поздний период
После смерти Марии художник вместе со вдовым Филиппом возвращается обратно в Испанию, где живет несколько лет. Со временем он возвращается на родину — возможно, из-за трудностей, возникших у него с испанской инквизицией, возможно, из-за личной ссоры с испанским королём, с которым, что редкость, они были друзьями.
В свой поздний период он создает изображения Вильгельма Оранского, Алессандро Фарнезе, других представителей знати.

## Живопись

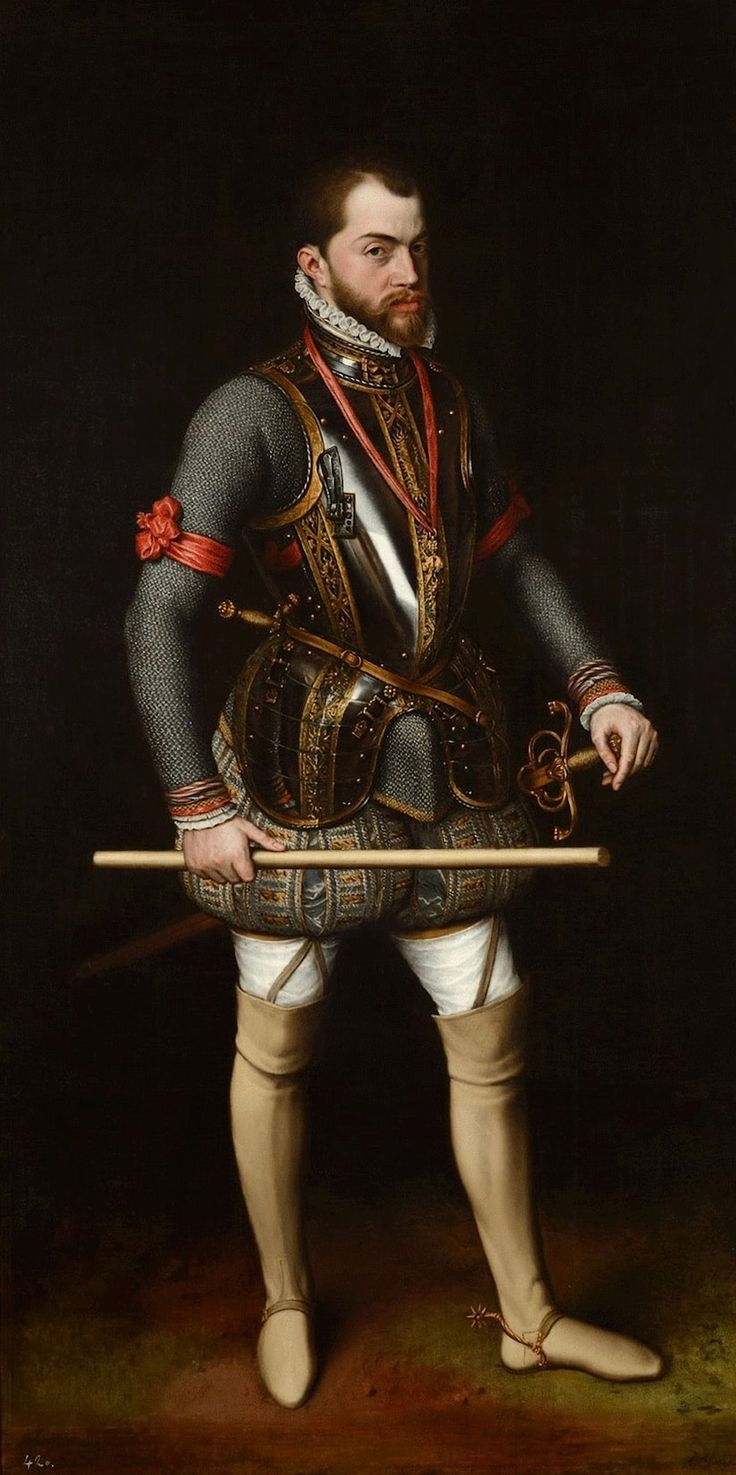
Портрет Филиппа II

От своего учителя ван Скореля Мор взял сухую, реалистичную и при этом пластичную манеру, которая была свойственна мастерам-портретистам Северного Возрождения. Он отражал телесность модели с очевидностью и осязательностью, писал плотно, и тщательно выписывал аксессуары.
Знакомство с итальянским искусством обогатило его творческие приемы, но контакты с итальянским культурным климатом не притупили ни жесткость его кисти, ни реалистическую конкретность.
Его лицам свойственен глубокий психологизм, реалистичность в передаче характера, без каких-либо элементов идеализации.
Он предпочитал холодную палитру без вспыхивающих цветов, создавая в своих полотнах настроение сдержанное и замкнутое.

### Влияние на испанский придворный портрет
Испанские искусствоведы называют Мора отправной точкой великой школы портретистов испанского двора. Пути развития придворного портрета определила сдержанная манера этого художника, предложенные им иконографические схемы и приемы, призванные концентрировать интерес на модели, и не рассеивать внимание на антураж.
Он прививает испанскому портрету приемы живописи своей родины — в изображениях монархов исчезает пространственная среда, остается один темный фон. Акцентируется сильное и живое в модели, на нейтральном фоне выделяется суровая телесность.
Другая особенность — любование предметами, тщательность воспроизведения мельчайших ювелирных украшений, аксессуаров, которая придает глубокую документальность. Она тоже станет традиционной.
Испанские художники, работавшие при дворе Филиппа II, на творчество которых повлияла манера Мора: Хуан Пантоха де ла Крус, Алонсо Санчес Коэльо, Бартоломе Гонсалес.

## Атрибутируемые работы
Художнику атрибутируется картина 1548 года «Курфюрст Иоганн Фридрих Великодушный играет в шахматы с испанским дворянином».